# Султанський луг
Султанський луг (крим. Sultan çayır) або Гиреївка — історична місцина в Сімферополі, у Київському районі, займає територію на правому березі Салгиру, обмежена проспектом Кірова, вулицями Толстого, Київською та площею Куйбишева.

## Опис

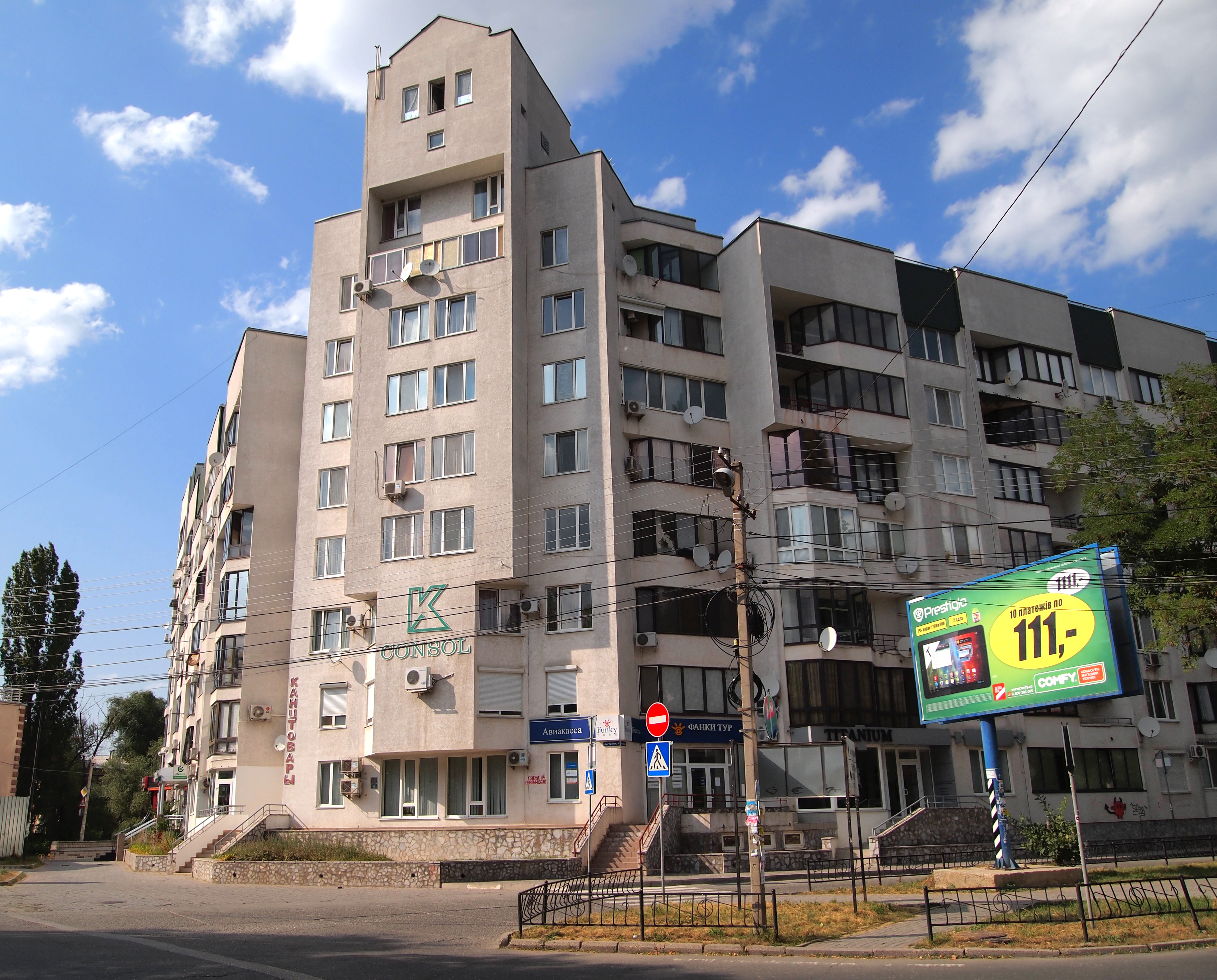
Будинок Консоль на початку бульвара Франка, 2013 рік

Основні вулиці: бульвар Франка (бульвар Крим-Гірея), вулиця Шполянської (Султанська), Богдана Хмельницького (Лугова), Дзержинського (Арендтівська), Менделєєва, Морозова, Декабристів, Треньова, Генерала Попова.

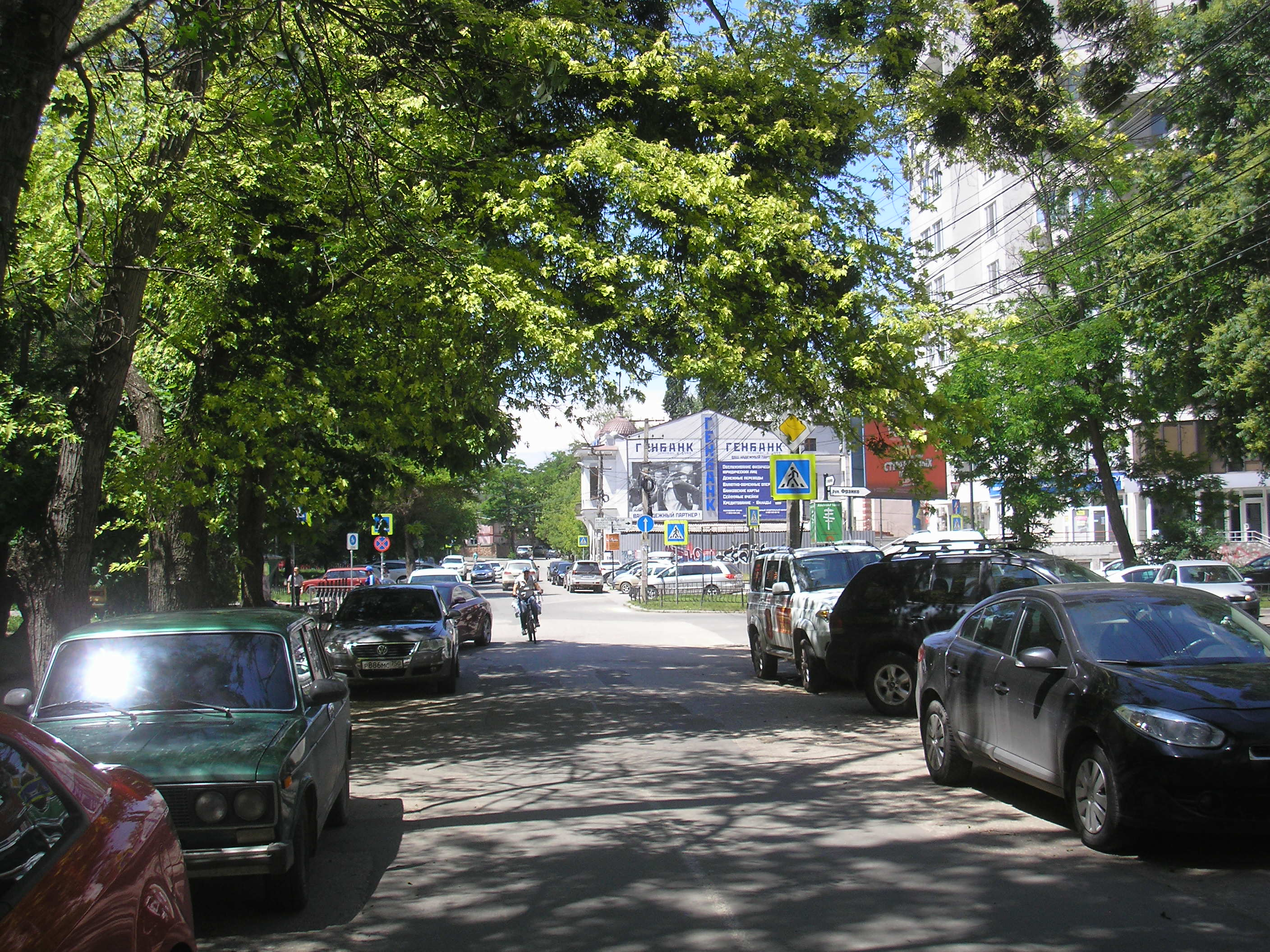
Вулиця Менделєєва, 2016 рік

В районі знаходяться Київська районна рада м. Сімферополя, Кримськотатарський академічний музично-драматичний театр, пам'ятник Богдану Хмельницькому, стадіон «Фіолент», Куйбишевський ринок, Головне управління Служби Безпеки України в Автономній Республіці Крим (зараз захоплена окупаційним ФСБ), Дитячій садок СБУ № 12, Школа № 40, Тенісний клуб «Сітек-Динамо», Сімферопольське міське управління головного управління Міністерства Внутрішніх Справ України в Автономній Республіці Крим, Поліклініка МВС,

## Історія
Припускають, що у часи Кримського ханства тут знаходився султанський луг, оточений стайнями. Він належав калгі-султану, другій людині після хана в ієрархії ханства, що мав резиценцію-палац в Акмесджиті.
За іншою версією Султанський луг отримав таку назву через дворянський рід Султан-Крим-Гіреїв. Перший представник цього роду Олександр Султан-Крим-Гірей був племінником останнього кримського хана Шагін Ґерая (за іншими відомостями — Кирим Ґерая, що правив раніше, або Селім III Ґерая). Вся родина Султан-Крим-Гіреїв відома у місті як шановні люди, громадські діячі, благодійники та меценати.
Султанський луг і ряд земель на вулиці Султанській 15 лютого 1897 Микола Олександрович Султан-Крим-Гірей передав у дарунок місту.
Від луки починалася алея тополь, яку вдячні сімферопольці назвали на честь Миколи Олександровича — Бульвар Крим-Гірея. Вулиця Султанська була названа на честь його батька Олександра Івановича Султан-Крим-Гірея, що відкрив для світу Неаполь Скіфський.
Тут з'явилися нові вулиці та нові квартали з бульвару Франка (Крим-Гірея) та вулиць Шполянської (Султанської), Морозова (Дальня), Хмельницького (Лугова). Було прокладено вулиці Дзержинського (Орендтівська), Генерала Попова (Німецька) та Треньова (Земська). Вулиця Декабристів мала назву Спаська по розташованій тут Церкві Святого Спаса. Мало хто підозрює, що нинішній пам'ятник Богдану Хмельницькому стоїть якраз на місці цієї церкви, адже дорога навколо тут і була побудована спеціально у вигляді кола для покращення огляду церкви.
Бульвар Крим-Гірея з 30 травня 1924 року був перейменований на Листопадовий, вулиця Султанську на Горького, а у 1936 році на вулицю Шполянської.
У 1935 році в районі відкритий стадіон «Фіолент».
Територію звали Султанським лугом ще у середині XX століття: за спогадами старожилів, аж до початку Другої світової війни всі, хто проживав на Листопадовому бульварі, знали, на честь кого названо бульвар, і називали його не Листопадовий, а Крим-Гіреєвський. А тополі, що росли на ньому, називали султанівськими.
З 24 травня 1960 року бульвар Листопадовий (Крим-Гірея) носить ім'я Івана Франка.